# Amblyseius intermedius
Amblyseius intermedius är en spindeldjursart som beskrevs av Gonzalez och Schuster 1962. Amblyseius intermedius ingår i släktet Amblyseius och familjen Phytoseiidae. Inga underarter finns listade i Catalogue of Life.